# Капелья (Уеска)
Капелья (ісп. Capella) — муніципалітет в Іспанії, у складі автономної спільноти Арагон, у провінції Уеска. Населення — 382 особи (2009).
Муніципалітет розташований на відстані близько 400 км на північний схід від Мадрида, 65 км на схід від Уески.
На території муніципалітету розташовані такі населені пункти: (дані про населення за 2009 рік)
- Капелья: 292 особи
- Лагуаррес: 60 осіб
- Посьєльйо: 14 осіб

## Демографія
Динаміка населення (INE ):